# Masakra w Kamieńcu Podolskim
Masakra w Kamieńcu Podolskim – masowy mord na ludności żydowskiej dokonany przez okupantów niemieckich 26–28 sierpnia 1941 roku, podczas II wojny światowej, w rejonie Kamieńca Podolskiego.
Latem 1941 roku, niedługo po wybuchu wojny niemiecko-sowieckiej, blisko 22 tys. Żydów zostało deportowanych z Węgier na okupowane tereny Polski i Ukraińskiej SRR. Większość, gdyż od 10 tys. do 18 tys., wywieziono do Kamieńca Podolskiego. Jednostronne działania Budapesztu były postrzegane przez Niemców jako zagrożenie dla stabilności ich linii komunikacyjnych. W konsekwencji zapadła decyzja o wymordowaniu wysiedleńców. Między 26 a 28 sierpnia funkcjonariusze SS i policji niemieckiej, wsparci przez ukraińską Schutzmannschaft, oraz prawdopodobnie przez żołnierzy węgierskich, zamordowali w Kamieńcu Podolskim około 23,6 tys. Żydów, w tym kobiety i dzieci.
W gronie ofiar znalazło się około 11–16 tys. wysiedleńców z Węgier, około 2 tys. uchodźców i wysiedleńców z Besarabii i Bukowiny północnej, a także kilka tysięcy mieszkańców Kamieńca Podolskiego i okolic. Była to pierwsza masakra dokonana w czasie Zagłady Żydów, w przypadku której liczba ofiar przekroczyła 10 tys.

## Kamieniec Podolski w pierwszych dniach wojny niemiecko-sowieckiej
Dane ze spisu ludności przeprowadzonego w 1939 roku wskazują, że w Kamieńcu Podolskim mieszkało 13 796 Żydów. Stanowili oni 38% populacji miasta. Kolejnych 1255 Żydów zamieszkiwało w podmiejskich wsiach.
22 czerwca 1941 roku nazistowskie Niemcy zaatakowały ZSRR. Pięć dni później u ich boku do wojny przystąpiły Węgry. Skierowały one na front wschodni tzw. Grupę Karpacką, którą dowodził gen. Ferenc Szombathelyi. Operowała ona w Galicji Wschodniej, gdzie zajęła m.in. Kołomyję i Stanisławów. 
10 lipca żołnierze węgierscy wkroczyli do Kamieńca Podolskiego. Niemniej w lipcu i sierpniu 1941 roku realną władzę w mieście sprawowała niemiecka komendantura wojskowa, której pierwszym dowódcą był ppor. Josef Meiler. Na jej rozkaz powołano kolaboracyjny zarząd miejski, a także ukraińską policję (Schutzmannschaft). Od końca lipca do połowy sierpnia w okolicach Kamieńca Podolskiego operował pododdział Einsatzgruppe D dowodzony przez SS-Obersturmführera Siegfrieda Schucharta. Jego głównym zadaniem było zapobieganie napływowi żydowskich uchodźców i wysiedleńców z terenów zajętych przez armię rumuńską.
Pewna liczba Żydów zdołała się ewakuować z Kamieńca lub została powołana w szeregi Armii Czerwonej. Niemniej większość znalazła się pod niemiecką okupacją. Encyclopedia of Camps and Ghettos podaje, że w Kamieńcu pozostało ponad 12 tys. Żydów. Z kolei Jicchak Arad szacuje liczbę uciekinierów i ewakuowanych na około 4–5 tys., a liczbę Żydów, którzy znaleźli się pod okupacją na około 11 tys. (uwzględniając także mieszkańców okolicznych miasteczek i wsi). Po rozpoczęciu okupacji Żydom narzucono obowiązek noszenia specjalnych oznaczeń: najpierw białych opasek z gwiazdą Dawida, zakładanych na ramieniu, później łat z żółtą gwiazdą Dawida, naszytych na piersiach i plecach. Powołano Judenrat. Na Żydów nakładano liczne kontrybucje w kosztownościach i naturze. Za najmniejsze wykroczenia byli karani grzywnami i pobiciem. Jednocześnie w stosunku do nieżydowskich mieszkańców nazistowska propaganda kierowała intensywną agitację w duchu antysemityzmu.
9 sierpnia wojskowy komendant miasta ogłosił, że wszyscy Żydzi muszą w ciągu 24 godzin przenieść się do getta, które powstanie na Starym Mieście. Zezwolono im zabrać ze sobą jedynie 20 kilogramów bagażu. Jednocześnie wszystkim nieżydowskim mieszkańcom nakazano opuścić domy, które znalazły się w obrębie getta. Wokół dzielnicy zamkniętej wzniesiono ogrodzenie, przy którym straż pełniła ukraińska policja pomocnicza. Za utrzymanie porządku w getcie odpowiadała z kolei żydowska służba porządkowa. Zarówno jego opuszczenie bez zezwolenia, jak i nieuprawnione wejście na jego teren, były karane śmiercią. W getcie wkrótce zapanował głód. Jego mieszkańcy, zwłaszcza kobiety, często byli zabierani do przymusowych prac w mieście i okolicach. Nagminne były przypadki, gdy niemieccy żołnierze i policjanci, dręczyli, upokarzali, torturowali, a nawet mordowali Żydów.

## Deportacje Żydów węgierskich latem 1941 roku

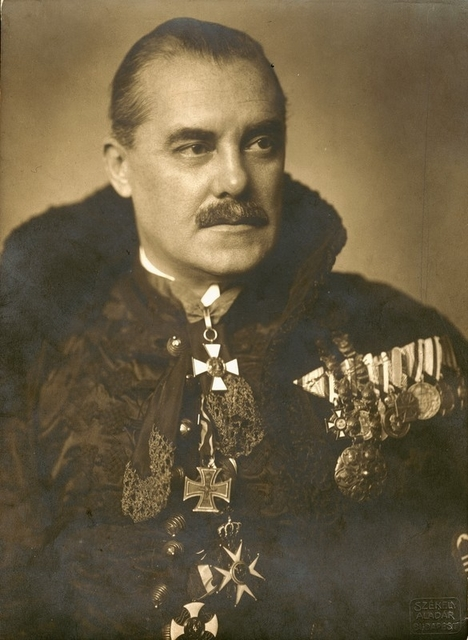
Miklós Kozma, inicjator masowej deportacji Żydów z Węgier, którą przeprowadzono latem 1941

W okresie międzywojennym dominującym motywem w węgierskim dyskursie antysemickim była niechęć wobec żydowskich imigrantów, którzy przybyli do kraju spoza terenów uznawanych za rdzennie węgierskie, w tym przede wszystkim z Galicji. Już wtedy w publicznej debacie pojawiały się głosy wzywające do deportacji „Galicjan”. Przybrały one na sile pod koniec lat 30. – wraz ze wzrostem wpływów skrajnej prawicy oraz stopniowym zacieśnianiem przez Budapeszt stosunków z III Rzeszą. Tymczasem w latach 1938–1941, na skutek aneksji części terytorium Czechosłowacji, Rumunii i Jugosławii, liczba Żydów zamieszkujących Węgry zwiększyła się o 330 tys. Na początku kwietnia 1941 roku węgierskie władze okupacyjne zaczęły wysiedlać Żydów i Serbów z terenów tzw. Ziem Południowych (Délvidék). Byli oni wypędzani do niemieckiej strefy okupacyjnej w Serbii. Jak się później okazało, ta operacja posłużyła za wzór dla przeprowadzonej kilka miesięcy później deportacji Żydów do Galicji Wschodniej.
Udział w inwazji na ZSRR, a zwłaszcza fakt, że część Galicji i Podola znalazła się przejściowo pod węgierską okupacją, został uznany przez niektórych węgierskich polityków i urzędników za doskonałą okazję do usunięcia „niepożądanych” Żydów z terytorium Węgier. Głównym inspiratorem akcji wysiedleńczej był Miklós Kozma, który w randze komisarza rządowego sprawował władzę na zaanektowanym Zakarpaciu. 10 lipca 1941 roku, tj. w dniu wkroczenia „Grupy Karpackiej” do Kamieńca Podolskiego, postawił przed faktem dokonanym premiera László Bárdossy’ego, informując, że w kolejnym tygodniu – w porozumieniu z dowództwem armii – rozpocznie „przerzucanie za granicę osób nieposiadających węgierskiego obywatelstwa, uchodźców z Galicji, ukraińskich agitatorów oraz Cyganów”. Z kolei Centralne Biuro ds. Kontroli Cudzoziemców (Külföldieket Ellenőrző Országos Központi Hatóság, KEOKH) nie tylko dało legitymację działaniom Kozmy, lecz najprawdopodobniej postanowiło, by regionalnej początkowo inicjatywie nadać ogólnokrajowy zasięg. 12 lipca wydało tajne zarządzenie, które nakazywało komendantom najważniejszych komend policji na Węgrzech zarejestrować wszystkich „niepożądanych obcych oraz cudzoziemców”, gdyż planowane jest ich wydalenie z kraju. Wydane później instrukcje precyzowały, że celem akcji deportacyjnej będą przede wszystkim „polscy i rosyjscy Żydzi”, którzy nie posiadają węgierskiego obywatelstwa lub których obywatelstwo budzi wątpliwości. Mieli być oni zatrzymywani przez policję, nawet w przypadku, gdyby posiadali prawo stałego pobytu na Węgrzech.

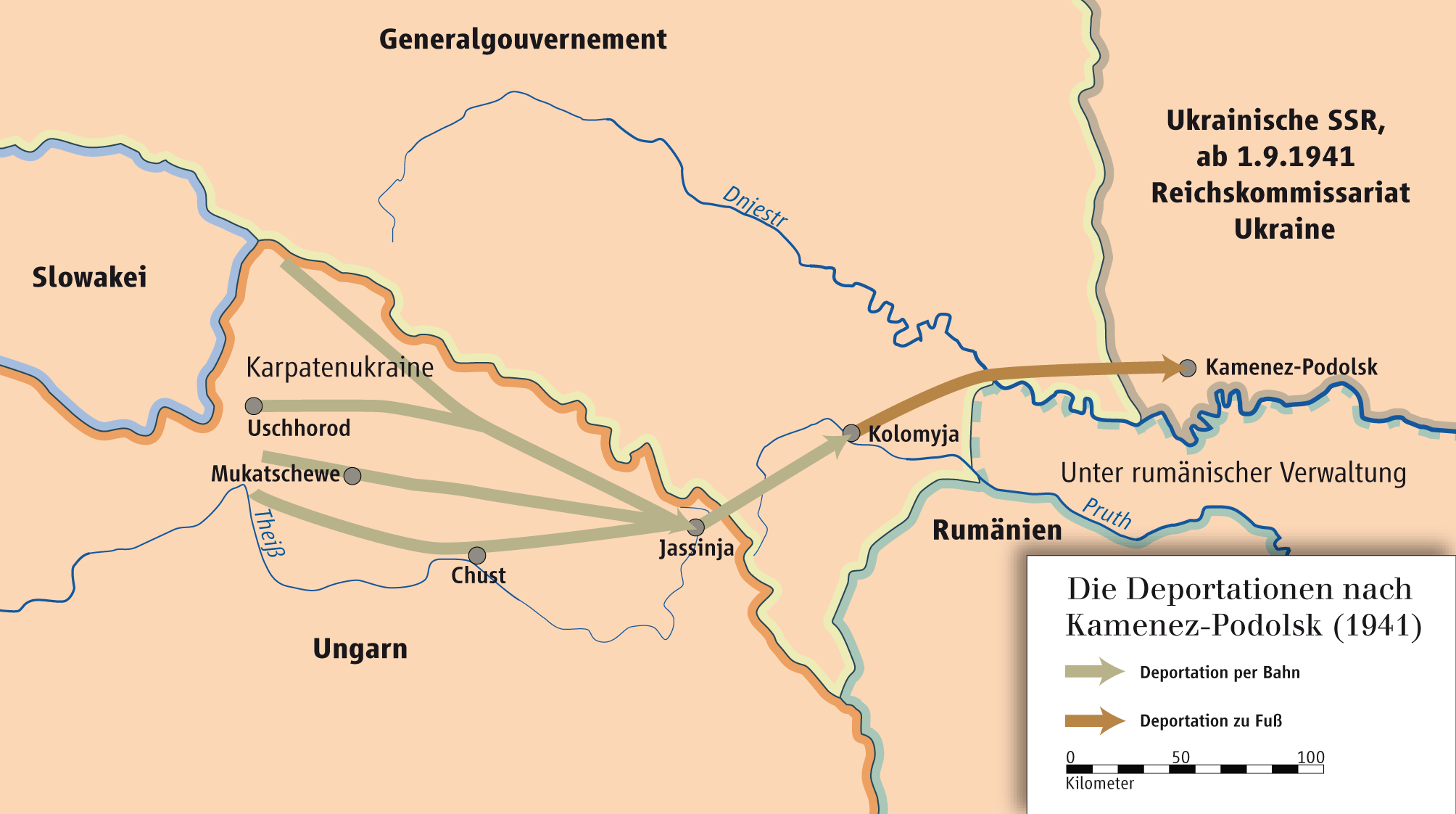
Mapa przedstawiająca przebieg deportacji Żydów z Węgier do Kamieńca Podolskiego

W rzeczywistości wśród deportowanych przeważali Żydzi z terenów Słowacji, Zakarpacia i północnego Siedmiogrodu, zazwyczaj reprezentujący klasę średnią oraz zamieszkujący w ośrodkach miejskich. Niemniej obławy i deportacje były przeprowadzane również w granicach Węgier sprzed 1938 roku. Wysiedlono wielu Żydów, których rodziny – mimo formalnego braku obywatelstwa – żyły na Węgrzech od pokoleń, a także wiele osób, w przypadku których wnioski o przyznanie węgierskiego obywatelstwa były wciąż rozpatrywane. Deportowano również wielu żydowskich uchodźców z III Rzeszy i okupowanych państw Europy. Wbrew oficjalnym zapowiedziom akcją wysiedleńczą objęto wielu Żydów posiadających węgierskie obywatelstwo, w tym nawet weteranów cesarskiej i królewskiej Armii. Wreszcie wśród deportowanych znalazła się trudna do ustalenia liczba dzieci z małżeństw mieszanych oraz nieżydowskich małżonków, którzy postanowili towarzyszyć swoim bliskim na wygnaniu.
Prawdopodobnie przed lub około 12 lipca rozpoczęły się deportacje z Zakarpacia. Około 23 lipca władze węgierskie zaczęły „opróżniać” obozy dla internowanych w całym kraju, a z początkiem sierpnia akcją wysiedleńczą objęto Budapeszt. Według niemieckich i węgierskich szacunków latem 1941 roku wywożono z Węgier blisko tysiąc Żydów dziennie, a według ambasady USA w Budapeszcie – nawet 2 tys. dziennie. W ciągu sześciu tygodni władze węgierskie usunęły z kraju około 22 tys. Żydów. Z samego tylko Budapesztu oraz z obozów dla internowanych deportowano około 4 tys. osób.
Wysiedleńcom pozwalano zabrać ze sobą wyłącznie pieniądze w kwocie do 30 pengő (ekwiwalent 6 dolarów), a także żywność na trzy dni oraz niewielką ilość przedmiotów osobistych. Zgodnie z wytycznymi KEOKH transporty były kierowane do przygranicznej wsi Jasina w Karpatach. Stamtąd wysiedleńcy byli przewożeni do Kołomyi, a następnie – przez Horodenkę i tereny nad Zbruczem – doprowadzani pieszo do Kamieńca Podolskiego. Część trafiła również do innych miejscowości, m.in. do Stanisławowa, Kołomyi, Nadwórnej oraz mniejszych miasteczek i wsi w przedwojennym województwie stanisławowskim.
Węgierskie władze obiecywały wysiedleńcom, że na „wyzwolonych terytoriach” czekają na nich praca i mieszkania. W rzeczywistości deportacje były przeprowadzane w sposób chaotyczny i brutalny. Węgierscy żołnierze i żandarmi często okradali wysiedleńców z pieniędzy i bagażu. Nagminne były przypadki, gdy transporty zatrzymywano w lasach, na polach lub w położonych na uboczu wsiach, po czym deportowanych pozostawiano własnemu losowi. Błąkający się po okupowanych terytoriach Żydzi byli atakowani przez ukraińskie bojówki, które dopuszczały się mordów, gwałtów i rabunków.

## Przebieg masakry

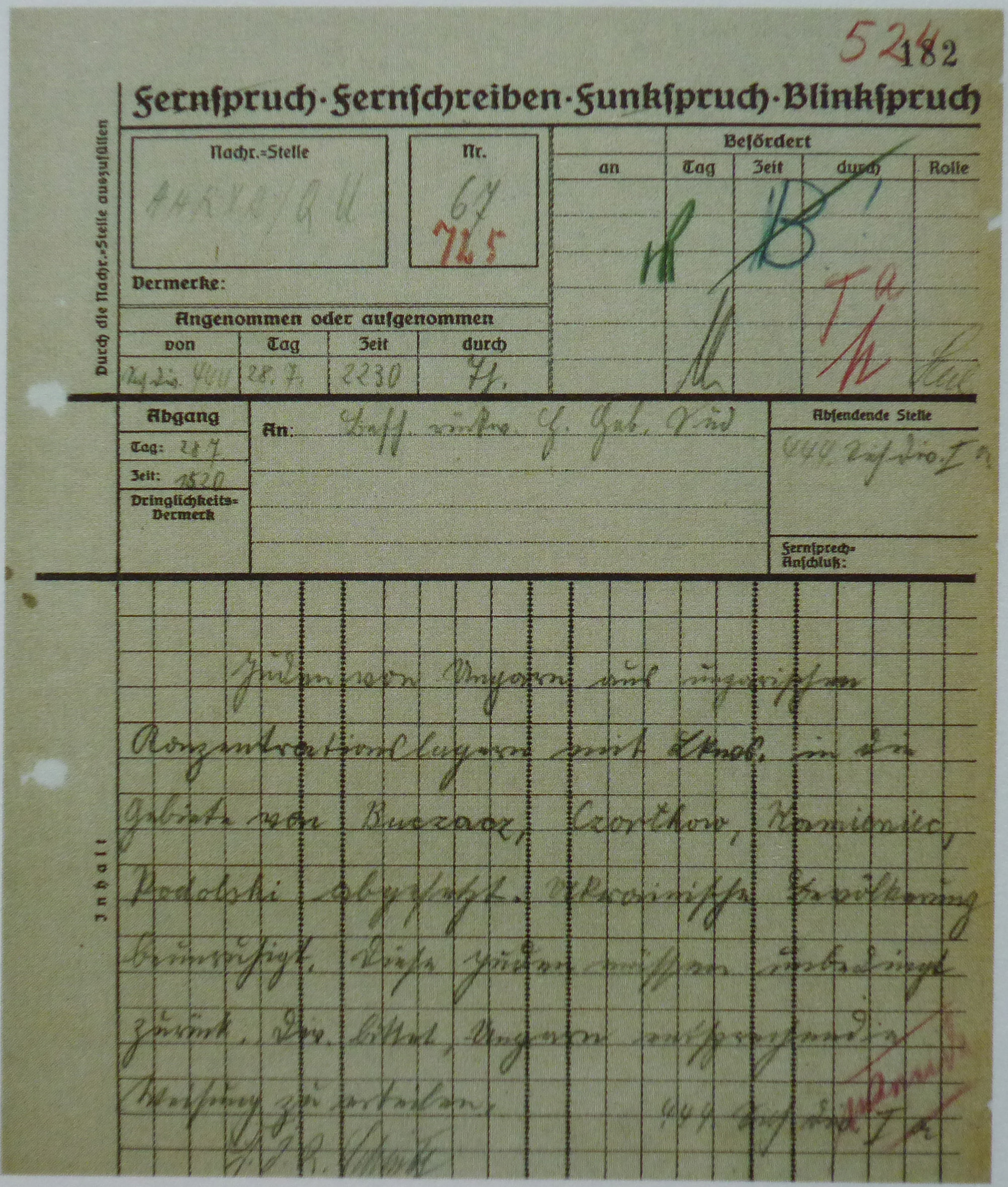
Meldunek niemieckiej 444. Dywizji Bezpieczeństwa informujący o napływie żydowskich wysiedleńców z Węgier na tereny Galicji i Podola, a także postulujący wystąpienie do władz węgierskich o zabranie ich z powrotem

Kamieniec Podolski i jego okolice stały się najważniejszym punktem docelowym dla transportów przybywających z Węgier. Liczbę Żydów, których przywieziono tam latem 1941 roku, historycy szacują na 10 tys., 15 tys., 16 tys., lub nawet 18 tys. Ponadto do Kamieńca trafiło blisko 2 tys. Żydów, którzy uciekli lub zostali wypędzeni z zajętych przez Rumunię terenów Besarabii i Bukowiny północnej.
Wysiedleńcy z Węgier byli umieszczani przede wszystkim na terenie twierdzy w Kamieńcu. Mimo pomocy, którą starali się im nieść miejscowi Żydzi, ich sytuacja wkrótce stała się tragiczna. Wielu zmarło z głodu i wyczerpania.
Deportacje Żydów z terytorium Węgier nie były uzgodnione i koordynowane z Niemcami. Ze strony Wehrmachtu nadchodziły skargi, iż napływ wysiedleńców i uchodźców obciąża linie komunikacyjne, działając tym samym na szkodę niemieckiemu wysiłkowi wojennemu. Sprawa ta była przedmiotem intensywnej korespondencji między sojusznikami. Niemcy domagali się od Węgrów przerwania deportacji i zorganizowania powrotu wysiedleńców za linię Karpat.

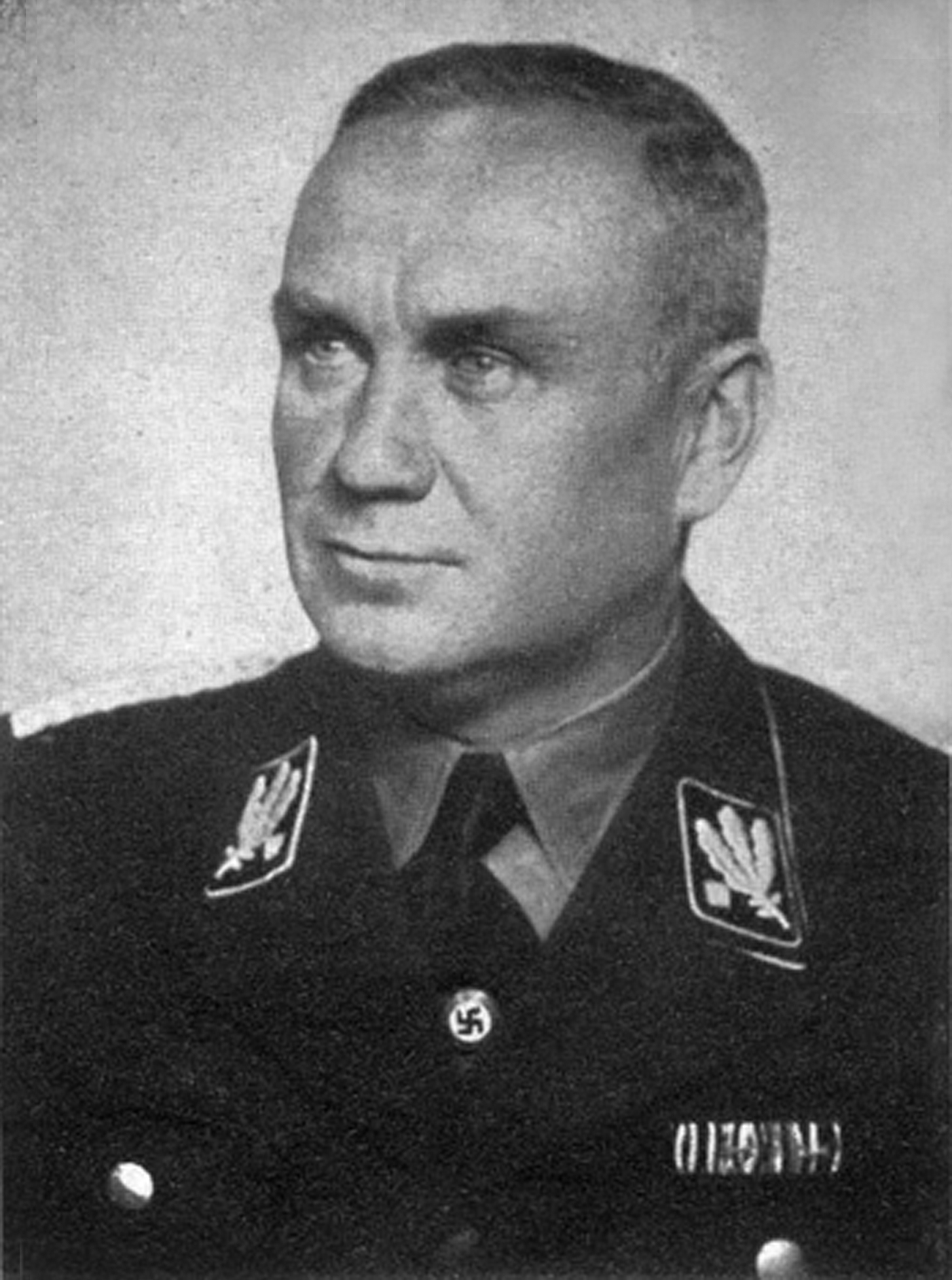
SS-Obergruppenführer Friedrich Jeckeln. W sierpniu 1941 kierował masakrą w Kamieńcu Podolskim

25 sierpnia 1941 roku w Winnicy odbyła się konferencja z udziałem przedstawicieli niemieckich władz cywilnych i wojskowych. Ze względu na fakt, iż Budapeszt odmówił przyjęcia deportowanych z powrotem, podjęto decyzję o wymordowaniu przebywających w Kamieńcu Podolskim uchodźców i wysiedleńców. Ze względu na fakt, że 1 września administracja cywilna miała przejąć kontrolę nad okupowanymi terenami Wołynia i Podola, Wyższy Dowódca SS i Policji „Rosja-południe” (HSSPF „Rußland-Süd”) SS-Obergruppenführer Friedrich Jeckeln domagał się stanowczo, aby akcję eksterminacyjną zakończyć przed tym terminem. W protokole z konferencji odnotowano:

W pobliżu Kamieńca Podolskiego Węgrzy przerzucili przez granicę około 11 tys. Żydów. Jak na razie za żadną cenę nie udaje się wynegocjować, żeby przyjęli ich z powrotem. Wyższy Dowódca SS i Policji ma jednak nadzieję zlikwidować Żydów do 1 września 1941 roku.

25 sierpnia przebywającym w Kamieńcu wysiedleńcom zapowiedziano, że zostaną odwiezieni z powrotem na Węgry. Rozkazano im stawić się następnego dnia na rynku. Jednocześnie na miejscowych Żydów nałożono kontrybucję w wysokości 200 tys. rubli, zapowiadając, że w ten sposób „wykupią własne życie”.
Żydzi, którzy rankiem 26 sierpnia stawili się na wezwanie władz niemieckich, zostali zabrani do tzw. Koszar Kozackich, które znajdowały się w pobliżu stacji kolejowej. Masowe egzekucje rozpoczęły się jeszcze tego samego dnia, a według innych źródeł – 27 sierpnia. W drodze do miejsca kaźni ofiary prowadzono przez policyjne kordony, zmuszając, by stopniowo oddały cały posiadany dobytek oraz rozebrały się do naga. Następnie grupami po 5–6 osób prowadzono je nad cztery kratery w ziemi, które powstały, gdy wycofujący się czerwonoarmiści wysadzili zapasy amunicji. Nad krawędziami dołów ofiary były rozstrzeliwane ogniem broni maszynowej. Rannych lub osoby, które wskoczyły do mogił w nadziei na uniknięcie kul, zasypywano warstwami zwłok, a na końcu ziemią. Świadkowie twierdzili, że w miejscu masakry przez wiele dni powierzchnia gruntu „ruszała się”, podczas gdy z masowych grobów dochodziły jęki. Sowiecka komisja śledcza, która w 1944 roku przeprowadziła ekshumację w miejscu zbrodni, szacowała, że tylko 35% ofiar zginęło natychmiastową śmiercią.

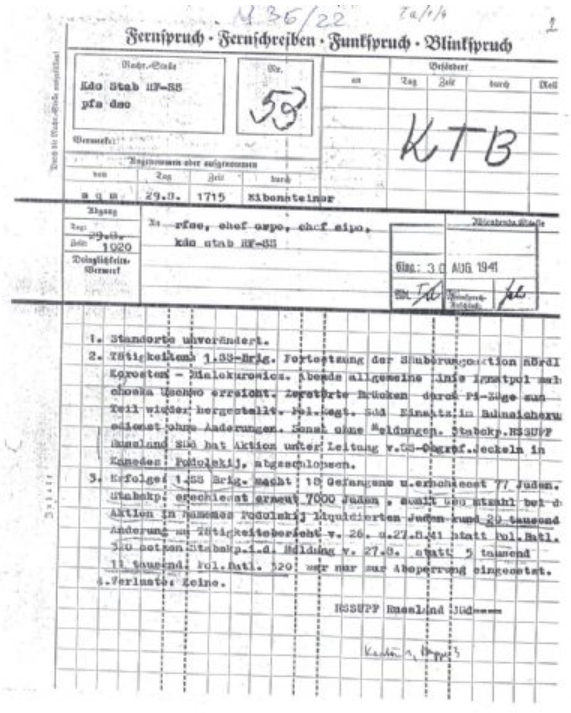
Meldunek Jeckelna na temat przebiegu akcji eksterminacyjnej w Kamieńcu Podolskim

Kamieniec Podolski znajdował się w tym czasie na zapleczu frontu wschodniego. Ze względu na fakt, że Einsatzgruppe C, której zadaniem była eksterminacja Żydów na obszarze Ukrainy, podążała w ślad za czołowymi jednostkami Grupy Armii „Południe”, Jeckeln musiał skierować do udziału w masowych egzekucjach te jednostki, które podlegały mu bezpośrednio. Pluton egzekucyjny tworzyli więc esesmani z jego kompanii sztabowej. Z kolei funkcjonariusze 320. batalionu Ordnungspolizei, którym dowodził mjr. Kurt Franz Dall, oraz członkowie ukraińskiej policji pomocniczej byli odpowiedzialni przede wszystkim za konwojowanie ofiar oraz zabezpieczenie miejsca kaźni. Prawdopodobnie w egzekucjach uczestniczyli również – tworząc kordon wokół miejsca masakry – stacjonujący w Kamieńcu Podolskim żołnierze węgierscy. Nie zostało to jednak jednoznacznie potwierdzone. Jeckeln osobiście nadzorował przebieg „akcji”
W pierwszej fazie masakry mordowano przede wszystkim uchodźców i wysiedleńców. 28 sierpnia Niemcy rozkazali jednak kilku tysiącom mieszkańców getta stawić się w wyznaczonym miejscu, po czym zabrali ich nad masowe groby i rozstrzelali. Jicchak Arad podaje, że w czasie masakry rozstrzelano również kilka tysięcy Żydów sprowadzonych z sąsiednich wsi i miasteczek.
Według raportu, który Einsatzgruppe C przekazała 11 września do Berlina:

W Kamieńcu Podolskim 23 600 Żydów zostało rozstrzelanych w ciągu trzech dni przez jednostkę sztabową Wyższego Dowódcy SS i Policji.

George Eisen i Tamas Stark szacują, że w gronie ofiar znalazło się około 16 tys. Żydów wysiedlonych z Węgier, 2 tys. żydowskich uchodźców i wysiedleńców z Besarabii i Bukowiny północnej, a także 4–5 tys. Żydów z Kamieńca i okolic. W gronie 16 tys. ofiar „węgierskich” uwzględniają przy tym trudną do ustalenia liczbę nieżydowskich krewnych i małżonków, którzy zdecydowali się towarzyszyć swoim bliskim na wygnaniu.
Inne źródła liczbę zamordowanych Żydów „węgierskich” szacują na 11 tys. lub 14–16 tys., natomiast liczbę zamordowanych Żydów z Kamieńca i okolic – na ponad 7 tys. lub nawet 9–10 tys.

## Znaczenie
Pod pewnymi względami zbrodnia w Kamieńcu Podolskim była przełomowym momentem w historii Zagłady. Po raz pierwszy bowiem w pojedynczej masakrze zgładzono ponad 10 tys. Żydów. W jej trakcie wypracowano także techniki eksterminacji, które z powodzeniem były stosowane przez hitlerowców w późniejszym czasie. Wedle słów Timothy'ego Snydera:

Była to największa masakra, jakiej dokonali do tej pory Niemcy, i posłużyła jako model dla następnych mordów.

Masakra w Kamieńcu Podolskim była jednocześnie pierwszym przypadkiem „zinternacjonalizowanej” zbrodni, której ofiarą padli nie tylko Żydzi należący do lokalnej społeczności na podbitym terytorium, lecz również Żydzi pochodzący z kilku państw europejskich.

## Epilog

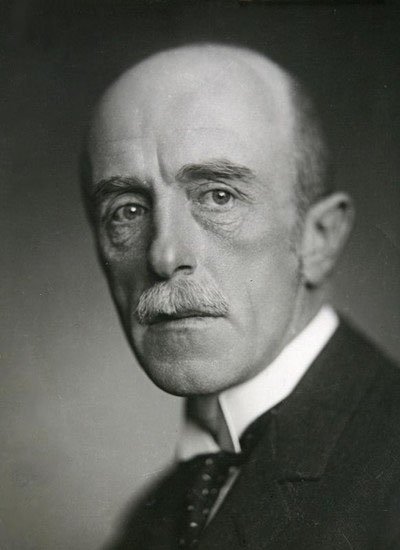
Ferenc Keresztes-Fischer. Latem 1941, będąc ministrem spraw wewnętrznych, podjął osobiście decyzję o wstrzymaniu deportacji Żydów do Galicji

Podczas gdy w Kamieńcu Podolskim trwała masakra, Niemcy podjęli działania, by zahamować napływ wysiedleńców z Węgier. Gdy kolejnych tysiąc Żydów zostało przerzuconych przez węgierską armię na lewy brzeg Dniestru, placówka Einsatzgruppe C z Tarnopola próbowała przegnać ich z powrotem. Węgrzy odmówili jednak przepuszczenia Żydów przez granicę, stąd ostatecznie rozlokowano ich w przygranicznych miejscowościach.
W czasie masakry podwładni Jeckelna nie dokładali specjalnych starań, by zachować swe działania w tajemnicy. W efekcie jej naocznymi świadkami byli miejscowi Ukraińcy, żołnierze węgierskich sił okupacyjnych oraz żydowscy robotnicy przymusowi. Bardzo szybko informacje na temat losu wysiedleńców dotarły na Węgry: do rodzin ofiar, premiera Bárdossy’ego i kręgów rządowych, a nawet do ambasady USA w Budapeszcie. 8 sierpnia 1941 roku minister spraw wewnętrznych Ferenc Keresztes-Fischer na własną rękę podjął decyzję o wstrzymaniu deportacji.
W nocie dyplomatycznej poświęconej niemieckim zbrodniom na ludności cywilnej, którą ludowy komisarz spraw zagranicznych Wiaczesław Mołotow wystosował 6 stycznia 1942 roku do rządów państw utrzymujących stosunki dyplomatyczne z ZSRR, znalazła się informacja o masakrze Żydów w Kamieńcu Podolskim.
Po 28 sierpnia 1941 roku w Kamieńcu Podolskim pozostali już tylko nieliczni Żydzi (Arad szacuje ich liczbę na około 5 tys.). Byli to głównie rzemieślnicy i ich rodziny, a także Żydzi, którzy w czasie „akcji” zdołali skutecznie się ukryć. Niedługo po zakończeniu masakry getto na Starym Mieście zostało częściwo lub całkowicie zlikwidowane. Pozostających przy życiu Żydów osadzono w zabudowaniach koszar na przedmieściu oraz na terenie miejscowego instytutu naukowego. Ostateczna likwidacja kamienieckiego getta nastąpiła pod koniec października 1942 roku. Większość jego mieszkańców została wtedy wymordowana.
Żydzi z Węgier, których latem 1941 roku deportowano do innych miast i miasteczek w Galicji Wschodniej, zostali w większości rozstrzelani lub zgładzeni w obozie śmierci w Bełżcu, gdy Niemcy przystąpili do likwidacji tamtejszych gett. Niewielka liczba, nie więcej jak 2–3 tys., zdołała przedostać się przez Karpaty i powrócić na Węgry, zazwyczaj dzięki łapówkom wręczonym węgierskim żołnierzom lub strażnikom granicznym.

## Odpowiedzialność sprawców
Friedrich Jeckeln po upadku III Rzeszy znalazł się w sowieckiej niewoli. 3 lutego 1946 sąd wojskowy w Rydze skazał go na karę śmierci przez powieszenie. Wyrok wykonano jeszcze tego samego dnia.